# Baikiaea
A Baikiaea a hüvelyesek (Fabales) rendjébe, ezen belül a pillangósvirágúak (Fabaceae) családjába tartozó nemzetség.

## Rendszerezés
A nemzetségbe az alábbi 6 faj tartozik:
- Baikiaea ghesquiereana J.Leonard
- Baikiaea insignis Benth. - típusfaj
- Baikiaea plurijuga Harms
- Baikiaea robynsii Ghesq. ex Laing
- Baikiaea suzannae Ghesq.
- Baikiaea zenkeri Harms